# Aare-Route

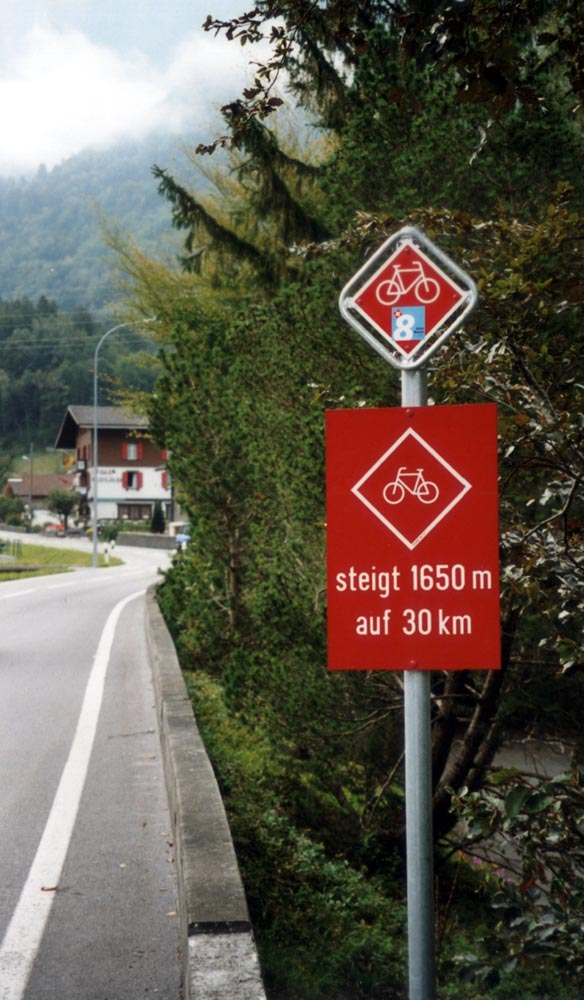
Hinweisschild an der Nordanfahrt auf den Grimselpass

Die Aare-Route, eine Radwanderroute, ist die nationale Veloroute 8 in der Schweiz. Sie beginnt in Gletsch, überquert den Grimselpass und verläuft anschliessend weitgehend an der Aare über Thun, Bern, Biel, Solothurn und Aarau nach Koblenz, wo die Aare in den Rhein mündet. Die Aare-Route hat eine Länge von 305 km.
Die Route ist wie die anderen nationalen Velorouten in der Schweiz von Veloland Schweiz ins Leben gerufen worden und mit roten Hinweisschildern gekennzeichnet.

## Veloverlad
Durch einen sogenannten Veloverlad können Höhenmeter eingespart werden. Bei Benutzung der vorgeschlagenen Veloverlade sind es von Süd nach Nord (flussabwärts) 530 Höhenmeter, in Gegenrichtung 790 m.